# Nepalella magna
Nepalella magna är en mångfotingart som beskrevs av Shear 2002. Nepalella magna ingår i släktet Nepalella och familjen Lankasomatidae. Inga underarter finns listade i Catalogue of Life.